# 陳慶升
陳慶升（?—?），字來章，贵州平壩人，清朝政治人物、同進士出身。

## 生平
乾隆十三年（1748年）戊辰科進士，三甲一百七十五名，改翰林院庶吉士，散館授檢討，官至大理寺少卿。

## 家族
父陳法。